# بيبين الإيطالي
بيبين (أبريل 777 - 8 يوليو 810) كان ابن شارلمان وملك اللومبارد (781-810) تحت إمرة والده.